# Eleocharis melanocarpa
Eleocharis melanocarpa är en halvgräsart som beskrevs av John Torrey. Eleocharis melanocarpa ingår i släktet småsäv, och familjen halvgräs. Inga underarter finns listade i Catalogue of Life.